# Полторацкий, Пётр Алексеевич
Пётр Алексеевич Полторацкий (1844—1909) — архангельский, уфимский и казанский губернатор, член Государственного совета, действительный тайный советник из рода Полторацких.

## Биография
Родился 24 января (5 февраля) 1844 года в Твери в семье тверского губернского предводителя дворянства Алексея Марковича Полторацкого; внук М. Ф. Полторацкого, брат Владимира Полторацкого, двоюродный брат Анны Керн. Мать Варвара Дмитриевна была родной сестрой графа Павла Дмитриевича Киселёва. Воспитывался в Пажеском корпусе.
В июле 1860 года из камер-пажей был определён на службу в канцелярию военного министра. В 1867 году назначен помощником делопроизводителя канцелярии военного министра, в том же году был переведён сверхштатным чиновником особых поручений при министре. В 1868 году командирован в Вологду по особо возложенному на него поручению, в следующем году — в распоряжении хозяйственного департамента. В 1871 году в чине действительного статского советника был определён чиновником особых поручений при министре внутренних дел.
В 1874 году назначен новгородским вице-губернатором. В 1875 году командирован для производства ревизии уездных административных учреждении Череповецкого, Кирилловского и Белозерского уездов. В следующем году ревизовал правительственные учреждения и благородные заведения в Старой Руссе.
В 1877 году удостоен высочайшей благодарности за усиленную деятельность по мобилизации частей русских войск. В 1879 году был пожалован в звание камергера. В 1880 и 1882 году снова был командирован для проведения ревизии административных учреждении Череповецкого, Кирилловского, Белозерского, Тихвинского, Устюжинского и Крестецкого уездов.
В 1882 году, 28 марта был произведён в действительные статские советники, а 3 сентября назначен архангельским губернатором. В следующем году, 22 июля занял должность уфимского губернатора. В 1884 году определением совета Императорского человеколюбивого общества был утверждён попечителем Уфимского попечительского комитета о бедных; в 1886 году избран почётным членом Уфимского округа общества спасания на водах.
В 1889 году назначен казанским губернатором. В 1891 году произведен в тайные советники. В этом же году утверждён попечителем Казанского попечительского комитета о бедных, а в следующем году удостоен высочайшей благодарности за особенное усердие на пользу процветания детских приютов. С 1904 года — член Государственного Совета.
Умер в Санкт-Петербурге 2 (15) июля 1909 года. Похоронен на Новодевичьем кладбище.

## Награды
Был награждён орденами:
- орден Св. Станислава 1-й ст. (1885)
- орден Св. Анны 1-й ст. (1888)
- орден Св. Владимира 2-й ст. (1894)

Имел знак Красного креста.